# 김기택 (탁구 선수)
김기택(金琦澤, 1962년 10월 3일~)은 대한민국의 전 남자 탁구 선수이며 초등학교(한벌) 1년 선배 최순호와 같은 집에서 살기도 했다.
1988년 서울 올림픽에서 남자 단식 은메달을 획득하였으며 남자 복식에서는 김완과 짝을 이루어 준결승에 진출(최종 성적 4위)하였다. 대한민국 남자 선수로는 최초로 세계 탁구 선수권 대회 단식 8강에 2회 연속으로 진출하였으며(1983년, 1985년), 1989년 현역 은퇴 후 국가대표, 삼성탁구단의 여자 코치와 감독직을 맡았다.

## 선수 경력
80년대 한국탁구 중흥기를 이끌었던 선두주자로서 유남규, 김완, 김택수 등 몸을 많이 움직였던 펜홀더 드라이브형과는 달리 돌출고무를 이용한 전진속공을 구사하면서 상대방이 전혀 예측할 수 없는 코스로 수시로 볼을 날려 포인트를 얻는 변칙공격에 능했다.
1980년 국가대표로 처음 선발되어 국제대회에 출전하기 시작, 1983년 세계 탁구 선수권 대회 남자 단식에서 세계 강호들을 잇달아 연파하며 한국 남자 탁구 사상 처음 8강에 진입을 했고 1985년 세계 탁구 선수권 대회 남자 단식에서도 연이어 8강에 진출하며 명실상부 한국 최고의 단식 선수로 인정받았다.
1986년 국내 남자 선수 중 가장 높은 13위까지 세계랭킹 순위를 끌어올렸지만 목디스크와 팔꿈치 부상 때문에 국가대표 선발 과정에서 탈락하여 정작 한국 남자 탁구 역사상 최고의 ‘빅 이벤트’였던 서울 아시안 게임에는 참가하지 못하였다.
하지만 탁구가 처음으로 정식종목으로 채택되는 서울 올림픽에서의 재기를 위해 이탈리아 프로팀의 입단 제의를 거부하고 재활과 특훈을 소화한 끝에 아시안 게임 이후 탁구종별전과 탁구최강전을 휩쓰는 저력을 보이며 올림픽 대표팀에 당당히 선발되었다.

### 서울 올림픽
서울 올림픽 남자 단식 예선리그에서 세계적인 강호인 일본의 사이토와 스웨덴의 페르손을 맞아 먼저 2세트를 내주고 3-2로 내리 뒤집는 역전쇼를 벌였고, 8강에서는 명승부 끝에 세계 최강 발트너에게 짜릿한 3-2 역전승을 거두었다. 헝가리의 쉐이크핸더 글람파르와 맞붙은 4강전에서도 세트 스코어 3-0으로 완승을 거두면서 결승전에 진출하였다.
유남규와의 결승전에서 첫 세트를 먼저 따내는 저력을 발휘하였지만 1세트 직후 라켓의 러버에 돌출된 핌플이 손상되어 잦은 범실과 난조를 보이기 시작, 이후 세 세트를 내리 내주며 1-3 역전패를 당해 은메달에 머물렀다.

## 은퇴 후

### 유남규와의 재대결
2013년 10월 1일 방영된 우리동네 예체능에 유남규, 김완, 현정화와 함께 출연하면서 25년 만에 유남규와 한 세트 (21점) 단판 승부로 재대결 승부를 벌였다. 동점과 역전을 오가는 접전 끝에 19-18로 승기를 잡았지만 막판 유남규에게 내리 3점을 내주면서 19-21로 역전패하였다.

## 서훈
- 1986.6.3 체육훈장 기린장
- 1988.10.5 체육훈장 맹호장

## 학력
- 한벌초등학교
- 청주중학교
- 청주고등학교